# مالتشو
مالتشو (بالألمانية: Malchow) هي بلدة ألمانية تقع في ألمانيا في مكلنبورغ فوربومرن. يقدر عدد سكانها بـ 7,104 نسمة .

## المدن التوأمة
مدينة كفيكبورن هي مدينة توأمة لـمالتشو.

## أعلام
- ديتريش فون مولر